# Sven Botman
Sven Adriaan Botman (ur. 12 stycznia 2000 w Badhoevedorp) – holenderski piłkarz występujący na pozycji obrońcy w angielskim klubie Newcastle United oraz w reprezentacji Holandii U-21.

## Życiorys
W czasach juniorskich trenował w RKSV Pancratius (do 2009 roku) i AFC Ajax (2009–2018). W 2018 roku dołączył do drugiego zespołu Ajaksu. Od 27 lipca 2019 do 30 czerwca 2020 przebywał na wypożyczeniu w sc Heerenveen. W tym klubie zadebiutował w rozgrywkach Eredivisie – miało to miejsce 4 sierpnia 2019 w wygranym 4:0 meczu z Heraclesem Almelo. 
31 lipca 2020 odszedł za 8 milionów do francuskiego Lille OSC. W Ligue 1 zagrał po raz pierwszy 22 sierpnia 2020 w zremisowanym 1:1 meczu z Stade Rennais. 

## Sukcesy

### Lille OSC
- Mistrzostwo Francji: 2020/2021
- Superpuchar Francji: 2021